# Courvaudon
Courvaudon est une commune française, située dans le département du Calvados en région Normandie, peuplée de 287 habitants.

## Géographie
| Malherbe-sur-Ajon (comm. dél. de Saint-Agnan-le-Malherbe) | Malherbe-sur-Ajon (comm. dél. de Saint-Agnan-le-Malherbe) | Maisoncelles-sur-Ajon, Montigny         |
| Aunay-sur-Odon                                            | Courvaudon                                                | Montigny, Le Hom (comm. dél. de Hamars) |
| Bonnemaison                                               | Bonnemaison                                               | Le Hom (comm. dél. de Hamars)           |

Le 1er janvier 2017, la commune passe de l'arrondissement de Caen à celui de Vire.

### Hydrographie
La commune est située dans le bassin Seine-Normandie. Elle est drainée par la Douvette, le cours d'eau 01 de Gruchy et le fossé 01 de Nidalos,,.

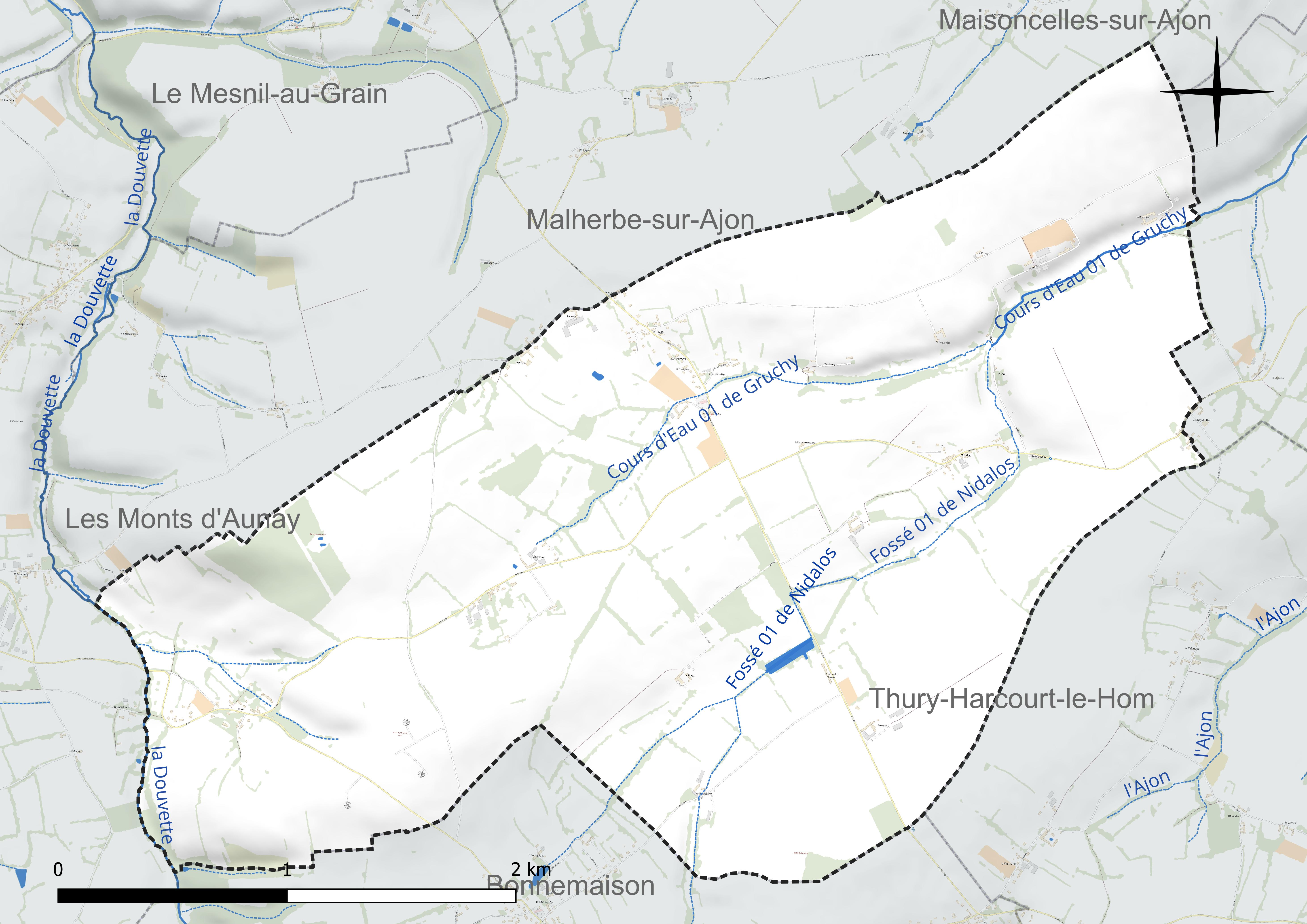
Réseau hydrographique de Courvaudon.

### Climat
Pour des articles plus généraux, voir Climat de la Normandie et Climat du Calvados.
En 2010, le climat de la commune est de type climat océanique franc, selon une étude du CNRS s'appuyant sur une série de données couvrant la période 1971-2000. En 2020, Météo-France publie une typologie des climats de la France métropolitaine dans laquelle la commune est exposée à un climat océanique et est dans la région climatique  Normandie (Cotentin, Orne), caractérisée par une pluviométrie relativement élevée (850 mm/a) et un été frais (15,5 °C) et venté. Parallèlement le GIEC normand, un groupe régional d'experts sur le climat, différencie quant à lui, dans une étude de 2020, trois grands types de climats pour la région Normandie, nuancés à une échelle plus fine par les facteurs géographiques locaux. La commune est, selon ce zonage, exposée à un « climat contrasté des collines », correspondant au Bocage normand, bien arrosé, voire très arrosé sur les reliefs les plus exposés au flux d'ouest, et frais en raison de l'altitude.
Pour la période 1971-2000, la température annuelle moyenne est de 10,3 °C, avec  une amplitude thermique annuelle de 12,4 °C. Le cumul annuel moyen de précipitations est de 899 mm, avec 13,2 jours de précipitations en janvier et 8,3 jours en juillet. Pour la période 1991-2020, la température moyenne annuelle observée sur la station météorologique la plus proche, située sur la commune de Seulline à 8 km à vol d'oiseau, est de 11,3 °C et le cumul annuel moyen de précipitations est de 992,2 mm,. Pour l'avenir, les paramètres climatiques de la commune estimés pour 2050 selon différents scénarios d'émission de gaz à effet de serre sont consultables sur un site dédié publié par Météo-France en novembre 2022.

## Urbanisme

### Typologie
Au 1er janvier 2024, Courvaudon est catégorisée commune rurale à habitat dispersé, selon la nouvelle grille communale de densité à 7 niveaux définie par l'Insee en 2022.
Elle est située hors unité urbaine. Par ailleurs la commune fait partie de l'aire d'attraction de Caen, dont elle est une commune de la couronne,. Cette aire, qui regroupe 296 communes, est catégorisée dans les aires de 200 000 à moins de 700 000 habitants,.

### Occupation des sols
L'occupation des sols de la commune, telle qu'elle ressort de la base de données européenne d'occupation biophysique des sols Corine Land Cover (CLC), est marquée par l'importance des territoires agricoles (100 % en 2018), une proportion identique à celle de 1990 (100 %). La répartition détaillée en 2018 est la suivante : 
terres arables (67,9 %), prairies (19 %), zones agricoles hétérogènes (13,1 %). L'évolution de l'occupation des sols de la commune et de ses infrastructures peut être observée sur les différentes représentations cartographiques du territoire : la carte de Cassini (XVIIIe siècle), la carte d'état-major (1820-1866) et les cartes ou photos aériennes de l'IGN pour la période actuelle (1950 à aujourd'hui).

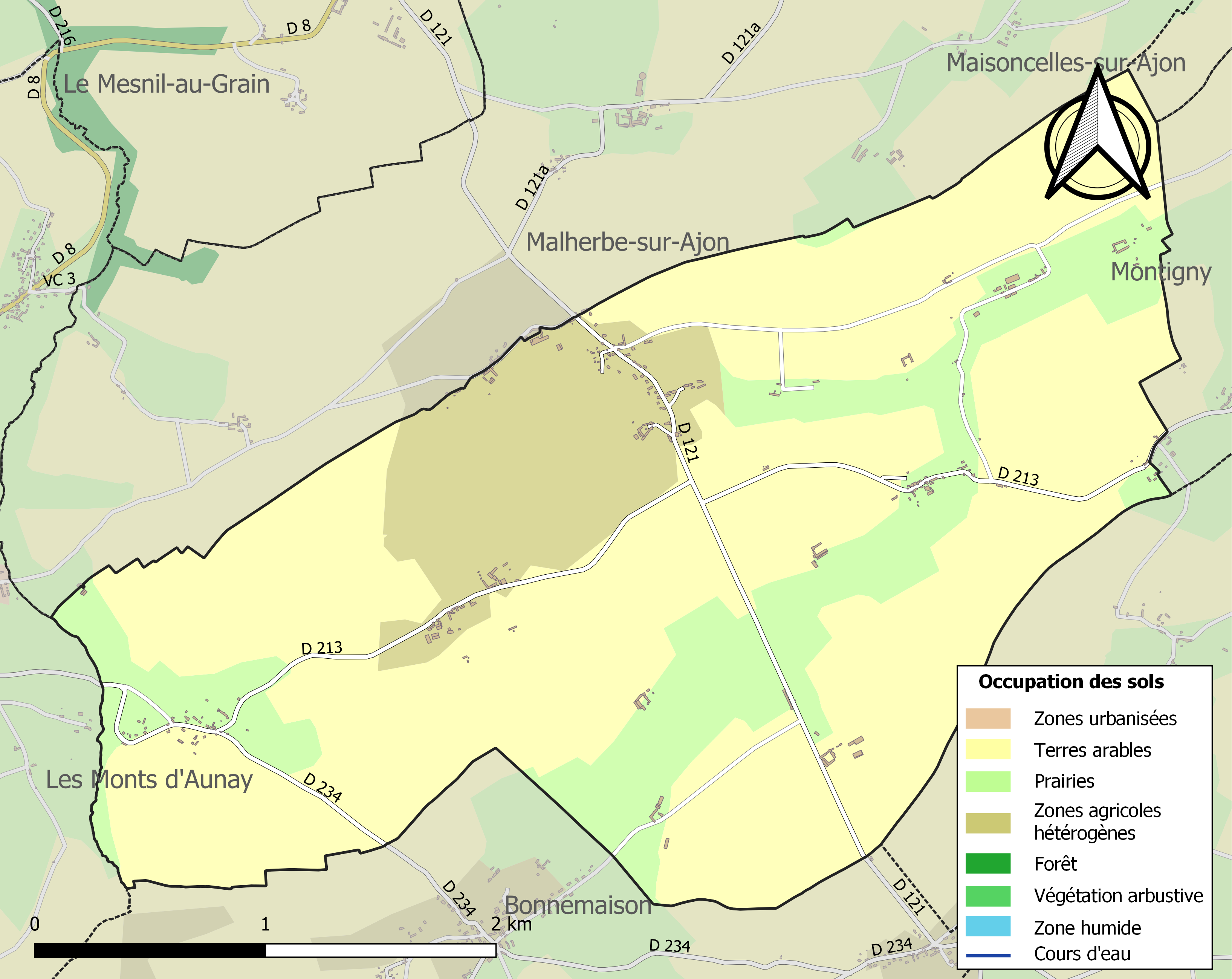
Carte des infrastructures et de l'occupation des sols de la commune en 2018 (CLC).

## Toponymie
Le toponyme est attesté sous les formes Corvaudon en 1195 et Corvaldon en 1198.
Il s'agit d'un toponyme en Court-, dont la formule toponymique est caractéristique de l'Ouest de la Normandie, car l'appellatif Court- est antéposé. Ce terme est à l'origine du français cour, anciennement court.
 
Il prend souvent les formes Cor- (cf. Cormolain) , Gor-, Gour- (cf. Gourfaleur) ou Coul- (cf. Coulimer). Ce mot remonte au bas latin curtis ou au gallo-roman CORTE. Il traduit en toponymie le germanique -hof, -hove « ferme, exploitation rurale disposant d'une cour », d'où sa localisation dans la partie septentrionale de la France, marqué par la colonisation franque.
Le second élément vaudon signifie « val profond »,. Pour Albert Dauzat et Charles Rostaing ce serait un nom de personne d'origine germanique Waldo que l'on retrouve dans Val-du-Roy (Seine-Maritime), anciennement Waudenroy.
Le gentilé est Courvaudonais.

## Politique et administration
| Période                                  | Période    | Identité       | Étiquette | Qualité               |
| ---------------------------------------- | ---------- | -------------- | --------- | --------------------- |
| 1978                                     | mars 2008  | Élie Alizon    | DVD       |                       |
| mars 2008                                | avril 2014 | Pascal Renouf  | SE        | Technicien patrimoine |
| avril 2014                               | En cours   | Sylvie Harivel | SE        | Analyste              |
| Les données manquantes sont à compléter. |            |                |           |                       |

Le conseil municipal est composé de onze membres dont le maire et deux adjoints.

## Démographie
L'évolution du nombre d'habitants est connue à travers les recensements de la population effectués dans la commune depuis 1793. Pour les communes de moins de 10 000 habitants, une enquête de recensement portant sur toute la population est réalisée tous les cinq ans, les populations de référence des années intermédiaires étant quant à elles estimées par interpolation ou extrapolation. Pour la commune, le premier recensement exhaustif entrant dans le cadre du nouveau dispositif a été réalisé en 2006.
En 2022, la commune comptait 287 habitants, en évolution de +20,08 % par rapport à 2016 (Calvados : +1,58 %, France hors Mayotte : +2,11 %).
Au premier recensement républicain, en 1793, Courvaudon comptait 1 009 habitants, population jamais atteinte depuis.
| 1793  | 1800 | 1806 | 1821 | 1831 | 1836 | 1841 | 1846 | 1851 |
| ----- | ---- | ---- | ---- | ---- | ---- | ---- | ---- | ---- |
| 1 009 | 461  | 676  | 651  | 622  | 611  | 589  | 570  | 543  |

| 1856 | 1861 | 1866 | 1872 | 1876 | 1881 | 1886 | 1891 | 1896 |
| ---- | ---- | ---- | ---- | ---- | ---- | ---- | ---- | ---- |
| 520  | 523  | 506  | 465  | 428  | 420  | 398  | 379  | 357  |

| 1901 | 1906 | 1911 | 1921 | 1926 | 1931 | 1936 | 1946 | 1954 |
| ---- | ---- | ---- | ---- | ---- | ---- | ---- | ---- | ---- |
| 341  | 329  | 274  | 228  | 227  | 239  | 243  | 226  | 223  |

| 1962 | 1968 | 1975 | 1982 | 1990 | 1999 | 2006 | 2011 | 2016 |
| ---- | ---- | ---- | ---- | ---- | ---- | ---- | ---- | ---- |
| 209  | 221  | 179  | 186  | 219  | 199  | 212  | 212  | 239  |

| 2021 | 2022 | - | - | - | - | - | - | - |
| ---- | ---- | - | - | - | - | - | - | - |
| 278  | 287  | - | - | - | - | - | - | - |

## Culture locale et patrimoine

### Lieux et monuments
- Église Saint-Martin de Courvaudon, donnant son nom à la paroisse dans les actes d'état-civil d'avant 1789. Elle pourrait dater du XIIIe siècle[29].
- Vestiges d'un château.
- Trois éoliennes construites en 2016, sur la butte du Moulin à Vent[30].

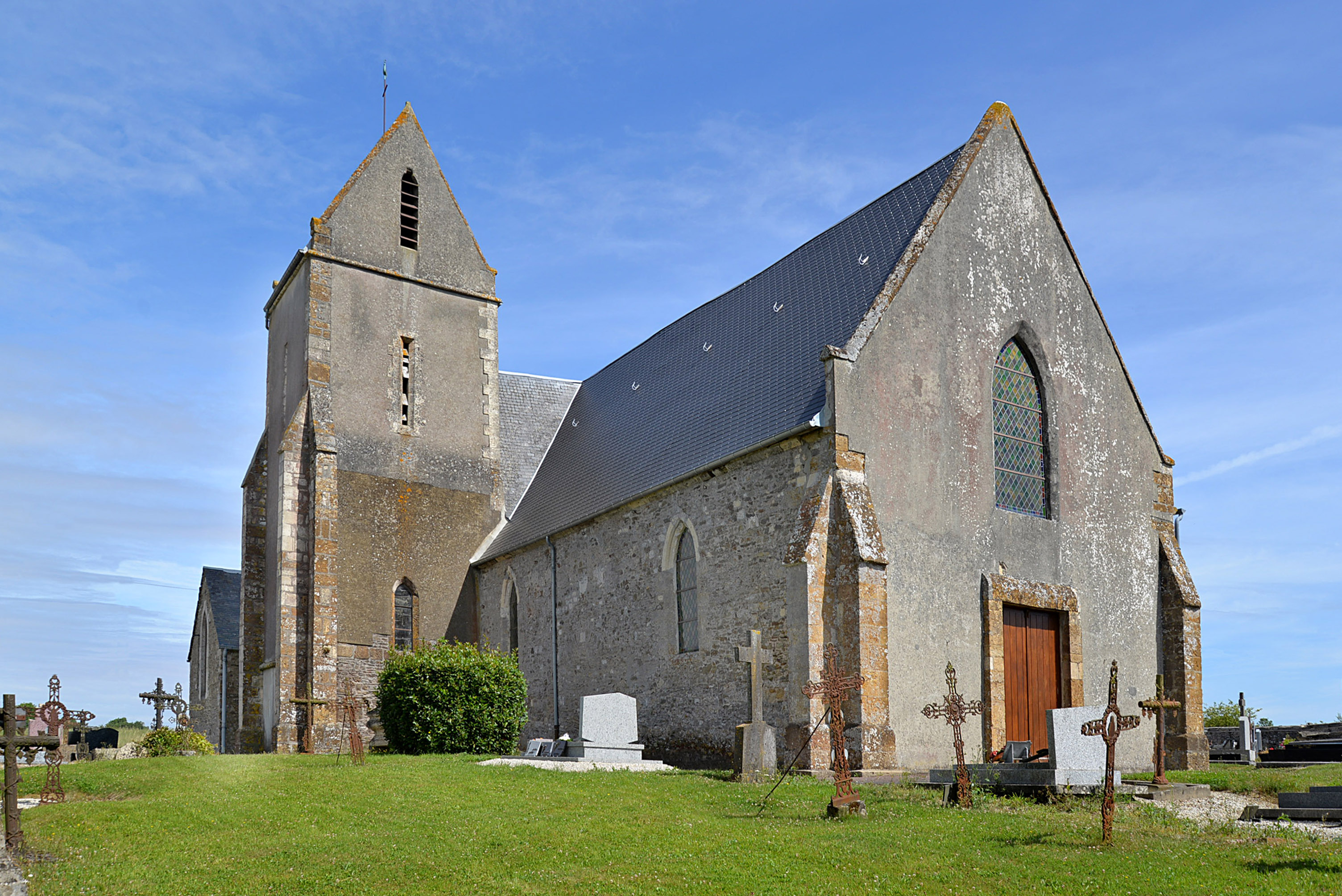
L'église Saint-Martin.
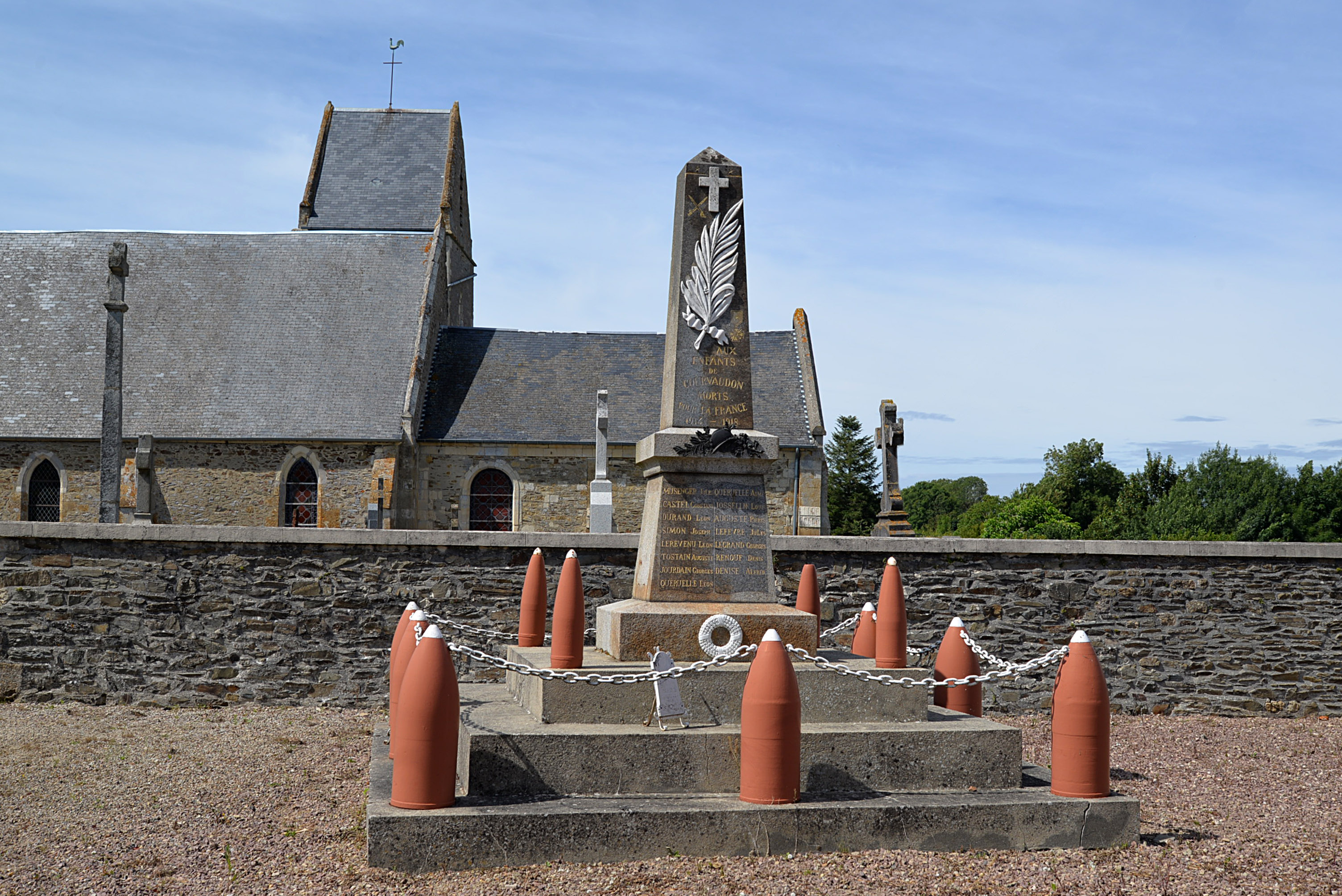
Le monument aux morts.

### Personnalités liées à la commune
- Pierre Rivière (né en 1815 à Courvaudon - mort en 1840), parricide.

### Héraldique
| Armes de Courvaudon | Les armes de la commune de Courvaudon se blasonnent ainsi : D'azur à trois têtes de léopard d'or. |